# Mistrzostwa Polski Strongman Eliminate Your Opponent
Mistrzostwa Polski Strongman Eliminate Your Opponent – doroczne, indywidualne zawody polskich siłaczy, rozgrywane od 2008 roku.

## Reguły zawodów
Zawody rozgrywane są systemem pucharowym, tzn. zawodnicy w poszczególnych etapach zawodów eliminują się nawzajem. Punkty naliczane są tylko podczas pierwszych dwóch konkurencji, po rozegraniu których do dalszej rywalizacji awansuje ośmiu najlepszych. Zawodnicy rozlosowani zostają w cztery pary i rozpoczynają walkę w bezpośrednich pojedynkach. Z każdej pary, po wyeliminowaniu swojego przeciwnika, do następnej rundy przechodzi zwycięzca. Następnie rozgrywane są kolejno pojedynki ćwierćfinałowy, półfinałowy, o trzecie miejsce i o zwycięstwo.
Taka forma zawodów dodaje walce dramatyzmu, ponieważ uniemożliwia rozgrywanie taktyczne i wymusza na zawodnikach wykonanie maksymalnego wysiłku, gdyż aby awansować, należy wygrać każdy pojedynek.

## Mistrzostwa Polski Strongman Eliminate Your Opponent 2009
Data: 8 września 2009 r.

Lokalizacja: Zielona Góra  Polska

Finał:

| Miejsce | Zawodnik            |
| ------- | ------------------- |
| 1.      | Michał Szymerowski  |
| 2.      | Tyberiusz Kowalczyk |
| 3.      | Bartłomiej Bąk      |
| 4.      | Robert Nemś         |

| Zawodnicy pozostali                                                      |
| ------------------------------------------------------------------------ |
| Michał Kopacki, Ireneusz Kuraś, Mateusz Ostaszewski, Andrzej Zieleniecki |

Zawodnicy, którzy nie zakwalifikowali się do finału:
| Zawodnicy                                                                                               |
| --- |
| Krzysztof Kacnerski, Grzegorz Lichodziejewski, Grzegorz Łukjanowicz, Grzegorz Rompalski, Jan Wasilewski |